# Шампань (порода кролів)
Шампа́нь — м'ясо-шкуркова порода кролів.

## Історія
Шампань — одна з найстаріших відомих порід кролів, вперше згадується у XVII столітті. Назва походить від французької провінції Шампань, де порода удосконалювалася. Спочатку порода називалася срібля́ста шампа́нь. Шампань розводили через колір шкурок, які використовуються на шкіряних заводах в околицях міста Труа в кінці XIX — початку XX століть. Зараз порода більш поширена в східній частині Франції. Європейські заводчики кроликів теж полюбили цю породу, вона дуже популярна у Швейцарії, Німеччині, Великій Британії, та інших країнах. У Бельгії порода відома під назвою бельгі́йське срі́бло.

## Біологічні характеристики
Шампань — це середні кролі, які зазвичай у зрілому віці важать від 4 до 5,5 кг.
Кролі цієї породи мають дугоподібне, акуратне, добре округлене тіло, довжина — 57 см, обхват грудей — 36 см. Груди досить широкі, самиця має незначне підгруддя. Спина злегка опукла, голова плавно, майже непомітно переходить у шию. Вуха середньої довжини (12,5 — 15 см), очі карі. Задні кінцівки відносно короткі, добре розвинені.
Характерний сріблястий колір кролика обумовлений наявністю знебарвлених шерстинок. Це знебарвлення не видно протягом перших місяців життя, всі кролики народжуються чорними, воно поступово з'являється з 3-4-го місяця. Волос довжиною близько 3 см, хутро щільне, еластичне, з особливо густим підшерстям блакитного відливу. Сріблення рівномірно розподілене по всьому тілу, на мордочці навколо очей і носа іноді буває незначне затемнення.
У минулому порода шампань цінувалася за сріблясте хутро. Сьогодні шкурки використовуються менше, а кролів розводять заради прекрасної якості м'яса. Забійна маса до 62 % від живої маси. Свій не надто великий розмір порода компенсує хорошою плодючістю: у середньому 8 кролів у посліді.